# 刘弥群
刘弥群（1946年—），女，四川开县人，生于北京，中华人民共和国军事人物，中国人民解放军空军少将，曾任中国人民解放军空军指挥学院副院长。

## 家庭
父亲刘伯承，母亲汪荣华。